# Paul Amade
Paul Amade, né le 30 juillet 1879 à Toulouse (Haute-Garonne) et mort le 25 mai 1967 à Saintes (Charente-Maritime), est un haut fonctionnaire français, dans l'entre-deux-guerres et sous l'occupation.

## Parcours initial
Licencié en droit et titulaire de l’École libre des sciences politiques, Paul Jean Marcel Amade commence, en 1908, une carrière administrative comme conseiller de préfecture de l’Aisne. Il est mobilisé durant la Première Guerre mondiale, de juillet 1914 à août 1919, terminant au grade de lieutenant. Il reprend ensuite sa carrière administrative en région et dans l'administration centrale qui le conduit à un poste de  chargé de mission auprès de Camille Chautemps, ministre de l’Intérieur issu d'une « dynastie république », tenant la place Beauvau depuis 1932.

## Préfet dans l'entre-deux-guerres et sous l'occupation
En 1933, il est nommé préfet de l'Ain. À l’automne de la même année, le 14 octobre, il est nommé préfet des Basses-Alpes (aujourd'hui Alpes-de-Haute-Provence), puis, en mars 1936 préfet des Ardennes en 1936. Il ne reste à ce poste que quelques mois.
Les élections législatives d'avril 1936 voient la victoire du Front populaire et débouchent sur le premier gouvernement à dominante socialiste de la IIIe République. Roger Salengro devient ministre de l'intérieur du gouvernement Léon Blum. Il déplace un certain nombre de préfets entre les départements, mais  ne procède pas à un grand bouleversement du corps préfectoral. En septembre de la même année 1936, Paul Amade, d'opinion modérée, est nommé préfet de l’Orne. Il occupe toujours cette fonction lorsque la Seconde Guerre mondiale éclate, suivi de la débâcle des forces françaises. L'armistice, signé le 22 juin 1940, entre en vigueur le 25. Le 10 juillet, le maréchal Pétain reçoit les pleins pouvoirs. En zone occupée, l'administration française est obligée de se mettre au service de l'occupant, en vertu de l'article 3 de l'armistice. Mais elle reste rattachée au gouvernement de Vichy. La législation de Vichy s'applique pour la zone Nord à condition qu'elle soit acceptée par l'occupant, d'où des négociations permanentes. . La fonction préfectorale est d'autant plus délicate qu'elle est renforcée,et  qu'il lui est demandé à la fois de dialoguer et négocier avec les occupants, d'appliquer la Révolution nationale, et de mener la revanche contre l'esprit de la troisième République.
Le 6 août 1940, les autorités allemandes convoquent à Saint-Germain-en-Laye quinze préfets d’un certain nombre de départements (des Ardennes au Finistère) sans daigner en informer les autorités de Vichy. Ils leur apprennent qu'ils sont désormais « doublés » de 15 généraux ou colonels commandant les  « feldkommandanturen » . Et ils désignent Paul Amade  « agent de coordination » pour toute la zone concernée. Ce dernier répond, en bon fonctionnaire qu’il ne peut accepter ces fonctions sans ratification du Ministre de l’Intérieur. Quelques jours plus tard, au sein de la hiérarchie allemande, Werner Best récuse l'intérêt d'une telle coordination côté français et annule cette nomination.
Le  24 octobre 1940, Pétain rencontre Hitler durant l'entrevue de Montoire. Cette rencontre marque le début de la collaboration en France. Le 3 novembre 1940, Amade est admis à faire valoir ses droits la retraite, « à sa demande ». C'est avec son départ la mise au rebut symbolique de la République dans ce département : pour l'entourage du Maréchal Pétain, la Révolution nationale doit être menée par un personnel politique nouveau. Paul Amade est remplacé par le préfet lavalliste Georges Bernard.

## Distinctions
- Chevalier de la Légion d'honneur (13 mars 1933)[7]